# Geschwindigkeit (Verkehrsplanung)
Bei der Verkehrsplanung sind verschiedene Geschwindigkeiten für den Entwurf von Straßenverkehrsanlagen maßgebend. Sie werden als Richtgrößen verwendet und dienen entweder als Vorgabe für die Dimensionierung oder als Vorgabe für die im Betrieb tatsächlich gefahrene Geschwindigkeit.

## Entwurfsgeschwindigkeit ve
Die Entwurfsgeschwindigkeit ve ist beim Entwurf von Verkehrswegen ein Richtwert, der zur bautechnischen Bemessung der Wegführung bestimmt wird. Sie ist ein Begriff aus den Richtlinien für die Anlage von Straßen, Teil: Linienführung (RAS-L). ve ist abhängig von der angestrebten Netzfunktion der Straße und der gewünschten Qualität des Verkehrsablaufs und soll nach Möglichkeit über längere Strecken konstant bleiben. Die Netzfunktion wiederum wird durch die RAS-N bestimmt, die gewünschte Qualität ist abhängig von der gewünschten Sicherheit und Wirtschaftlichkeit.

### Einfluss von ve
Durch die Entwurfsgeschwindigkeit werden eine ganze Reihe von Parametern der Entwurfsplanung beeinflusst. Dazu zählen:
- Kurvenmindestradius
- Klothoidenparameter
- Höchstlänge von Geraden
- Höchstlängsneigung
- Kuppen- und Wannenmindesthalbmesser
- Querneigung

## Geschwindigkeit v85
Die Geschwindigkeit v85 stellt eine Kontrollgröße dar, mit der die fahrdynamische Bemessung von Lage- und Höhenplan sowie des Querschnitts überprüft wird. Sie soll das tatsächliche Fahrverhalten wiedergeben und die Geschwindigkeit beschreiben, die von „85% der unbehindert fahrenden Pkw auf nasser Fahrbahn“ nicht überschritten wird. Je nach Beschaffenheit der Strecke variiert die v85, was innerhalb gewisser Grenzen auch erlaubt ist. Auch mit der Geschwindigkeit v85 wird eine Reihe von Entwurfselementen bestimmt (z. B.: Querneigung in der Kurve, erforderliche Haltesichtweite, notwendige Überholsichtweite und Mindestradien bei negativer Querneigung).
Um die Streckencharakteristik und das Fahrverhalten der Fahrzeugführer aufeinander abzustimmen, ist es notwendig, dass ve und v85 in einem ausgewogenen Verhältnis stehen. Unterscheidungen von mehr als 20 km/h sollten vermieden werden.
Die Geschwindigkeit v85 wird in der Regel dann über Geschwindigkeitsmessungen bestimmt, wenn die Abweichung der tatsächlichen gefahrenen Höchstgeschwindigkeit zur zulässigen Höchstgeschwindigkeit signifikant zu groß ist.

## ProjektierungsgeschwindigkeitvP
Die Projektierungsgeschwindigkeit ist eine Planungsgröße, die in Österreich und der Schweiz verwendet wird. Sie stellt die höchste theoretische Geschwindigkeit dar, mit der eine Straße an einer Stelle mit genügender Sicherheit befahren werden kann. Mit Hilfe der Projektierungsgeschwindigkeit werden unter anderem die Mindestwerte der Sichtweite und die erforderliche Quergefälle bestimmt.

## BemessungsgeschwindigkeitvB
| Regelquerschnitt  | Bemessungsgeschwindigkeit (in km/h) |
| ----------------- | ----------------------------------- |
| RQ 35,5 / RQ 29,5 | 110 bis 80 (70)                     |
| RQ 33 / RQ 26     | 100 bis 70 (60)                     |
| RQ 26 / RQ 15,5   | 90 bis 60 (50)                      |
| RQ 10,5           | 80 bis 50 (40)                      |
| RQ 9,5            | 60 bis 50 (40)                      |

Als Vorgabe der Straßennetzplanung kann mit Hilfe der Bemessungsgeschwindigkeit vB die Verkehrsqualität eines Streckenabschnittes nachgewiesen werden. Sie ist dabei als planerisch angestrebter Mittelwert der Reisegeschwindigkeit aller Pkw für eine zu bemessende Straße zu betrachten.
In Abhängigkeit vom Regelquerschnitt sind nebenstehende Bemessungsgeschwindigkeiten für anbaufreie Straßen auszuwählen (Klammerwerte gelten für schwieriges Gelände):

## Knotenpunktgeschwindigkeit vk
Die Knotenpunktgeschwindigkeit stellt die Geschwindigkeit dar, die an einem Knotenpunkt der durchgehenden, übergeordneten Straße zugeordnet ist. Wichtige Konstruktionselemente eines Knotenpunktes werden mit Hilfe der Knotenpunktgeschwindigkeit dimensioniert. So sind beispielsweise die Verziehungslänge von Aufweitungen oder die Verzögerungsstrecke von Abbiegefahrstreifen von der Knotenpunktgeschwindigkeit abhängig.

## Augenblicksgeschwindigkeit
Die Augenblicksgeschwindigkeit gibt die Geschwindigkeit eines Fahrzeuges an einem bestimmten Straßenquerschnitt zu einem bestimmten Zeitpunkt wieder. Dabei ist zwischen lokaler und momentaner Geschwindigkeit zu unterscheiden. Die lokale Geschwindigkeit vl bildet eine Folge aus Augenblicksgeschwindigkeiten im Bezug zum Querschnitt. Dagegen stellt die momentane Geschwindigkeit vm eine Folge Augenblicksgeschwindigkeiten dar, die im Bezug zum Zeitpunkt steht.

## Freihandgeschwindigkeit
Bei der Freihandgeschwindigkeit handelt es sich um die Fahrzeuggeschwindigkeit in einer Kurve, bei der die auf das Fahrzeug wirkende Fliehkraft und Schwerkraft bei vorhandener Fahrbahnquerneigung im Gleichgewicht sind. Das Fahrzeug verändert bei dieser Geschwindigkeit seinen Kurs nicht und kann „freihändig“ gefahren werden.

## Beharrungsgeschwindigkeit
Die Beharrungsgeschwindigkeit beschreibt die Geschwindigkeit eines Fahrzeuges, die beim Gleichgewicht von Zugkraft und Fahrwiderstand erreicht wird.